# Polska Rada Biznesu

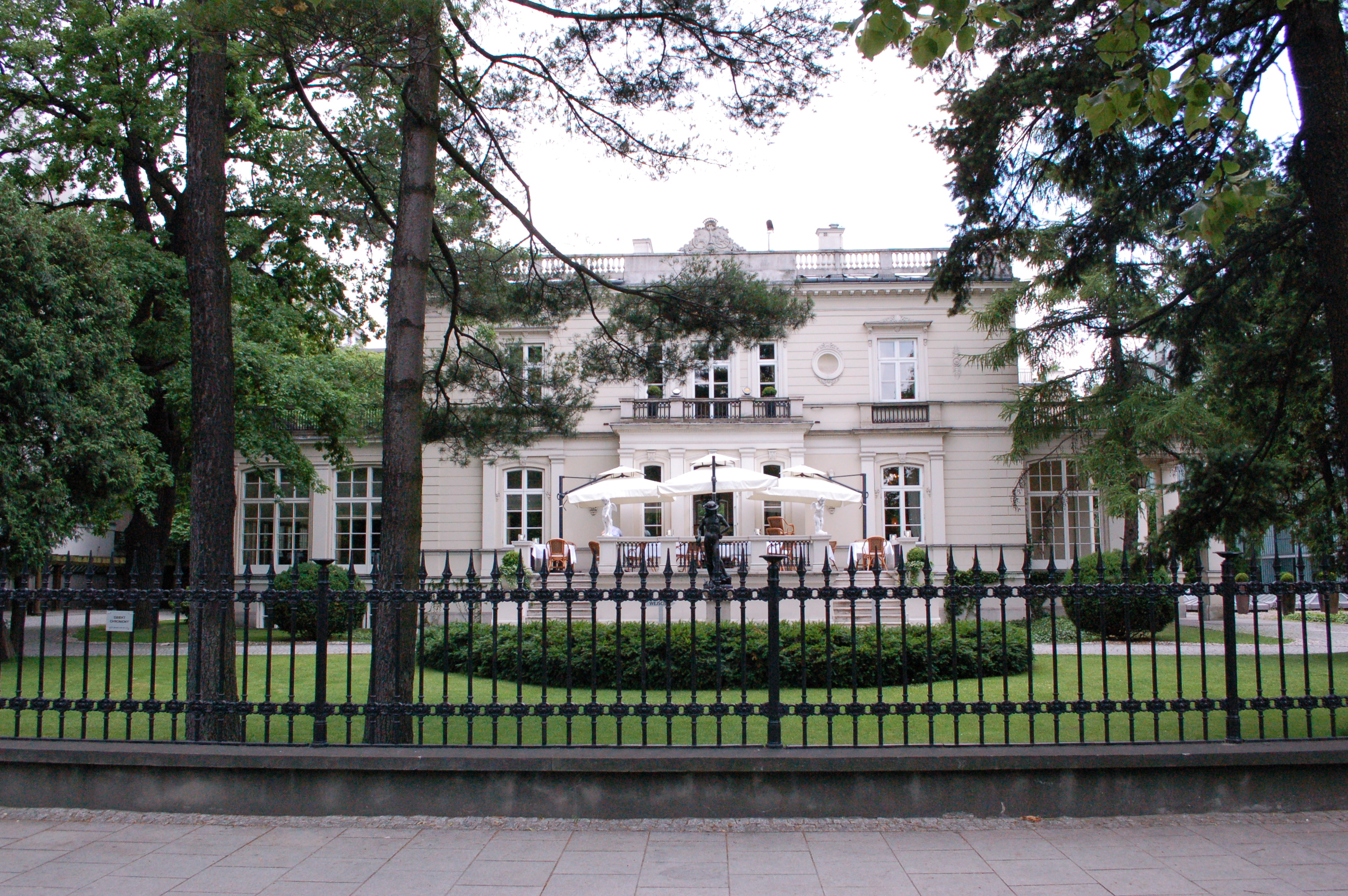
Pałac Sobańskich w Warszawie, siedziba Polskiej Rady Biznesu

Polska Rada Biznesu – polskie stowarzyszenie biznesowe, zrzeszające właścicieli i kluczowych menedżerów największych polskich przedsiębiorstw oraz firm międzynarodowych działających w Polsce. 

## Historia
Decyzję o utworzeniu Polskiej Rady Biznesu podjęto na spotkaniu grupy przedsiębiorców w kwietniu 1992 roku w Warszawie. Wzięło w nim udział kilkudziesięciu prezesów zarządów największych polskich firm i działających w Polsce firm zagranicznych. Podstawę tej decyzji stanowiło przekonanie, iż najpoważniejszym przedsiębiorcom i pracodawcom potrzebna jest reprezentacja będąca wiarygodnym i liczącym się partnerem w kontaktach z administracją państwową. Postanowiono, iż stowarzyszenie będzie miało charakter apolityczny, a jego członkami mogą zostać właściciele lub prezesi zarządów dużych prywatnych przedsiębiorstw polskich lub działających w Polsce firm zagranicznych, którzy spełnią kryteria członkostwa i wyrażą gotowość osobistego uczestniczenia w pracach stowarzyszenia.
Zebranie założycielskie Polskiej Rady Biznesu odbyło się 30 maja 1992 roku w Kielcach. Sformułowano na nim pierwszy program Stowarzyszenia, wskazano podstawowe kierunki i formy działalności oraz ustalono warunki członkostwa.
Członkowie założyciele Polskiej Rady Biznesu:
- Krzysztof Białowolski
- Piotr Büchner
- Andrzej Czernecki
- Willy Delvaux
- Mirosław Drzewiecki
- Zofia Gaber
- Januariusz Gościmski
- Wojciech Kruk
- Jan Kulczyk
- Feliks Kulikowski
- Stefan Lewandowski
- Zbigniew Niemczycki
- Kazimierz Pazgan
- Jerzy Starak
- Jarosław Ulatowski
- Jan Wejchert
- Witold Zaraska

## Prezesi Polskiej Rady Biznesu
- Jan Wejchert (1992–1994)
- Jan Kulczyk (1995–1996, 2003–2006)
- Henryka Bochniarz (1996–1999)
- Zbigniew Niemczycki (1999–2003, 2009–2015)
- Zbigniew Jakubas (2007–2009)
- Jacek Szwajcowski (2015–2019)
- Wojciech Kostrzewa (od 2019)[1]

## Nagroda Polskiej Rady Biznesu
Od 2012 przyznawana jest coroczna nagroda PRB. Nagroda PRB nazywana jest również „biznesowym Oscarem”. Jest to jedno z najbardziej znanych i prestiżowych wyróżnień dla najwybitniejszych postaci polskiej przedsiębiorczości i sektora działalności społecznej.
Nagroda przyznawana jest obecnie w czterech kategoriach:
- Sukces – Nagroda im. Jana Kulczyka – przyznawana za zrealizowanie spektakularnego projektu biznesowego, który wywarł trwały wpływ na polski rynek.
- Wizja i Innowacje – Nagroda pod patronatem Zarządu Polskiej Rady Biznesu – przyznawana za zastosowanie nowej, odważnej, niestandardowej i niekonwencjonalnej koncepcji lub nowej idei biznesowej.
- Działalność społeczna – Nagroda im. Andrzeja Czerneckiego – przyznawana za działalność społeczną i filantropijną, której celem jest pomoc osobom i środowiskom szczególnie potrzebującym.
- Nagroda specjalna – Nagroda im. Jana Wejcherta – przyznawana za działalność, która wywarła znaczący wpływ na rozwój polskiego życia gospodarczego i społecznego.[4]